# Palladium(II)jodide
Palladium(II)jodide is het palladiumzout van waterstofjodide en heeft als brutoformule PdI2. De aanwezigheid van palladium in water kan worden aangetoond door neerslag van palladium(II)jodide. Het wordt minder gebruikt dan palladium(II)chloride.